# Musa ibn Yahya ibn Khalid
Mussa ibn Yahya ibn Khàlid fou un militar àrab lloctinent de Ghassan ibn Abbad que el va designar com a governador del Sind vers 833.
Musa va matar Bala, el rei d'Orient, tot i que aquest havia estat lleial a Ghassan i havia pagat 500.000 dirhams per conservar la vida. Musa va morir el 836 i va deixar el lloc al seu fill Imran ibn Mussa.